# Hernádszurdok
Hernádszurdok là một thị trấn thuộc hạt Borsod-Abaúj-Zemplén, Hungary. Thị trấn này có diện tích 4,48 km², dân số năm 2010 là 192 người, mật độ 43 người/km².